# Günter Wiswede
Günter Wiswede (* 6. Juni 1938; † 4. Dezember 2020) war ein deutscher Soziologe, Wirtschafts- und Sozialpsychologe.

## Leben
Günter Wiswede habilitierte sich 1972 an der Universität Erlangen-Nürnberg für das Fach Soziologie bei Karl Gustav Specht und war seit 1974 Professor für Wirtschafts- und Sozialpsychologie an der Universität Köln. Bis in die 1980er-Jahre war seine Soziologie abweichenden Verhaltens das Standardwerk im deutschen Sprachraum. Darin äußert er erhebliche Vorbehalte gegen den Etikettierungsansatz in der Kriminalsoziologie.

## Schriften (Auswahl)
- Einführung in die Wirtschaftspsychologie. 5. Auflage, München/Basel 2012, ISBN 978-3-8252-8509-8.
- Sozialpsychologie-Lexikon, Oldenbourg, München/Wien 2004, ISBN 3-486-27514-3.
- Grundlagen der Sozialpsychologie (mit Fischer, L.). 2. Auflage,  Oldenbourg, München/Wien 2002, ISBN 3-486-25790-0
- Soziologie. 2. Auflage, verlag moderne industrie Landsberg am Lech 1991, ISBN 3-478-39202-0.
- Soziologie abweichenden Verhaltens. 2. Auflage, Kohlhammer, Stuttgart / Berlin / Köln / Mainz 1979, ISBN 3-17-004832-5.
- Soziologie konformen Verhaltens. Kohlhammer, Stuttgart / Berlin / Köln / Mainz 1976, ISBN 3-17-002753-0.
- Soziologie des Verbraucherverhaltens. Enke Stuttgart 1972, ISBN 3-432-01720-0.